# Prix littéraires du Gouverneur général 1986
Liste des Prix littéraires du Gouverneur général pour 1986, chacun suivi des finalistes.

## Français

### Prix du Gouverneur général: romans et nouvelles de langue française
- Yvon Rivard, Les Silences du corbeau
- Pierre Nepveu, L'Hiver de Mira Christophe
- Sylvain Trudel, Le Souffle de l'Harmattan

### Prix du Gouverneur général: poésie de langue française
- Cécile Cloutier, L'Écouté
- François Charron, La Chambre des miracles
- Normand de Bellefeuille, Catégoriques, un deux et trois
- Louise Dupré, Chambres

### Prix du Gouverneur général: théâtre de langue française
- Anne Legault, La Visite des sauvages
- Normand Chaurette, Fragments d'une lettre d'adieu lus par des géologues
- Yves Desgagnés et Louise Roy, Les Nouilles
- Jean-Pierre Ronfard, Le Titanic

### Prix du Gouverneur général: études et essais de langue française
- Régine Robin, Le Réalisme socialiste : une esthétique impossible
- Marcel Fournier, L'Entrée dans la modernité : science, culture et société au Québec
- René Major, De l'élection : Freud face aux idéologies américaine, allemande et soviétique

## Anglais

### Prix du Gouverneur général: romans et nouvelles de langue anglaise
- Alice Munro, The Progress of Love
- Lois Braun, A Stone Watermelon
- John Metcalf, Adult Entertainment
- Aritha van Herk, No Fixed Address

### Prix du Gouverneur général: poésie de langue anglaise
- Al Purdy, The Collected Poems of Al Purdy
- Christopher Dewdney, The Immaculate Perception
- John Newlove, The Night the Dog Smiled

### Prix du Gouverneur général: théâtre de langue anglaise
- Sharon Pollock, Doc
- Frank Moher, Odd Jobs
- Allan Stratton, Papers

### Prix du Gouverneur général: études et essais de langue anglaise
- Northrop Frye, Northrop Frye on Shakespeare
- Claude Bissell, The Imperial Canadian
- Phyllis Grosskurth, Melanie Klein
- Witold Rybczynski, Home